# Anna Schäffer
Anna Schäffer (18. února 1882, Mindelstetten – 5. října 1925, tamtéž) byla německá římskokatolická mystička. Katolická církev ji uctívá jako světici.

## Život

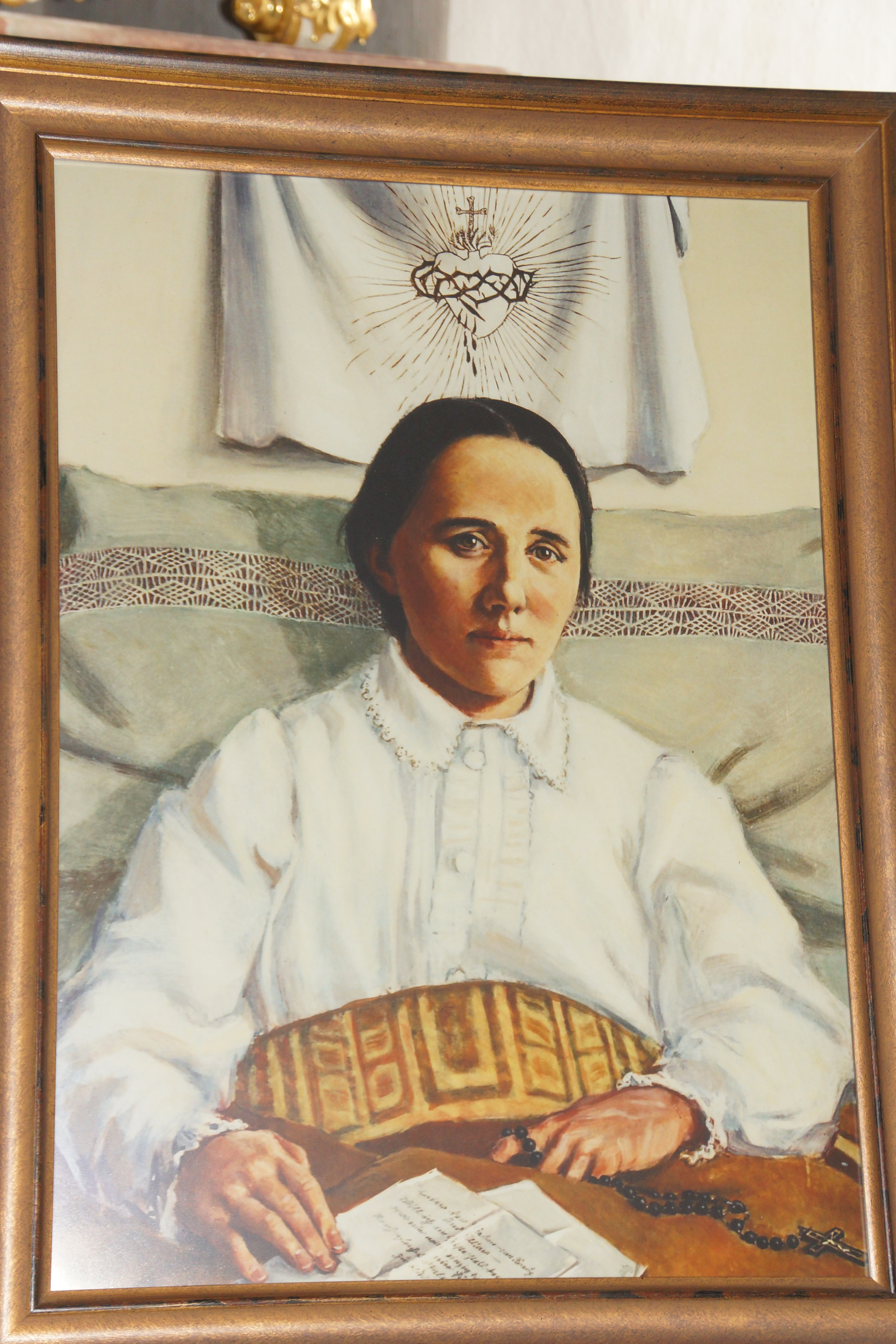
Obraz

Narodila se dne 18. února 1882 v Mindelstettenu v Bavorsku jako třetí z osmi dětí Michaelovi a Therese Schäfferovým. Její otec pracoval jako tesař. Toužila se stát řeholnicí a pro získání základních finančních prostředků přijala místo služebné v Řezně.
V červnu 1898 měla údajně vidění, že brzy bude velmi trpět, a to po dlouhou dobu. Opustila Řezno, načež pracovala jako služebná u lesníka v Stammhamu. Dne 4. února 1901, když prala prádlo s jinou služkou chtěla znovu připojit trubku od kamen, která se uvolnila ze zdi. Vylezla proto na římsu, kde však uklouzla a spadla oběma nohama do vařící vody a těžce se opařila. I přes vážná zranění nakonec přežila, avšak měla trvale poškozené nohy a stala se invalidní. Poté žila v chudobě se svou matkou, kdy její otec zemřel roku 1896.
Následující roky trpěla silnými fyzickými bolestmi. Protože byla upoutána na lůžko jí místní kněz každý den přinášel eucharistii domů. Od podzimu roku 1910 měla mít poprvé vidění sv. Františka z Assisi a Ježíše. Dne 4. října 1910 byla údajně stigmatizována, avšak tyto příznaky se snažila skrývat. Pověst o její svatosti se rozšířila a mnoho lidí k ní začalo docházet pro radu a duchovní útěchu.
Roku 1923 více ochrnula a objevila se u ní rakovina konečníku, která se začala zhoršovat. Zemřela dne 5. října 1925 v Mindelstettenu, kde byla také dne 8. října téhož roku pohřbena.

## Úcta
Její beatifikační proces započal roku 1993. Dne 11. července 1995 ji papež sv. Jan Pavel II. podepsáním dekretu o jejích hrdinských ctnostech prohlásil za ctihodnou. Dne 3. července 1998 byl uznán první zázrak na její přímluvu, potřebný pro její blahořečení.
Blahořečena pak byla dne 3. července 1998 v bazilice sv. Petra ve Vatikánu papežem sv. Janem Pavlem II. Dne 19. prosince 2011 byl uznán druhý zázrak na její přímluvu, potřebný pro její svatořečení. Svatořečena pak byla dne 21. října 2012 na Svatopetrském náměstí ve Vatikánu papežem Benediktem XVI.
Její památka je připomínána 5. října. Bývá zobrazována ležící ve své posteli.